# لیکلند (مینه‌سوتا)
لیکلند، مینه‌سوتا (به انگلیسی: Lakeland, Minnesota) یک شهر در ایالات متحده آمریکا است که در شهرستان واشینگتن واقع شده‌است.

## خصوصیات
لیکلند ۷٫۵۹ کیلومترمربع مساحت و ۱٬۷۹۶ نفر جمعیت دارد و ۲۲۲ متر بالاتر از سطح دریا واقع شده‌است.